# رابرت کریپن
رابرت کریپن (به انگلیسی: Robert Laurel Crippen) فضانورد اهل ایالات متحده آمریکا است که در ۱۱ سپتامبر ۱۹۳۷ میلادی در بومانت، تگزاس زاده شد. وی در مأموریت اس‌تی‌اس-۱، اس‌تی‌اس-۷، اس‌تی‌اس-۴۱-سی، اس‌تی‌اس-۴۱-جی حضور داشته است.